# Ruth Etting
Ruth Etting (David City, 23 novembre 1896 – Colorado Springs, 24 settembre 1978) è stata una cantante e attrice statunitense.

## Biografia
Nata nello Stato del Nebraska, sposò il 12 luglio 1922 Martin Snyder che l'aiutò a far carriera.
Nel 1927 la canzone Shaking the Blues Away (Ziegfeld Follies of 1927) di Irving Berlin arriva in quarta posizione in classifica.
Love Me, or Leave Me, (dal musical Whoopee!) cantata da Ruth Etting, arriva in seconda posizione nel 1929, diventerà popolarissima (nel 2005 vince il Grammy Hall of Fame Award) e darà il titolo originale ad Amami o lasciami, film biografico del 1955 sulla Etting che, sullo schermo, sarà interpretata da Doris Day.
Nel 1930 la canzone Ten Cents a Dance contenuta nel musical Simple Simon di Richard Rodgers arriva in quinta posizione ed è stata premiata con il Grammy Hall of Fame Award 1999.
Nel 1935 la canzone Life Is A Song arriva in prima posizione.
Divorziò da Snyder il 30 novembre 1937. Si innamorò del pianista Myrl Alderman, ma venne ferita dal suo ex-marito, che le sparò contro.
In seguito sposò Alderman e il matrimonio durò sino alla morte del marito. Morì all'età di 81 anni.

## Spettacoli teatrali
- Ziegfeld Follies of 1927 (Broadway, 16 agosto 1927-7 gennaio 1928)
- Whoopee! (Broadway, 4 dicembre 1928-23 novembre 1929)
- Simple Simon (musical) (Broadway, 1930/1931)

## Filmografia parziale
- Blue Songs (1929)
- Broadway's Like That  (1930)
- Roseland, regia di Roy Mack (1930)

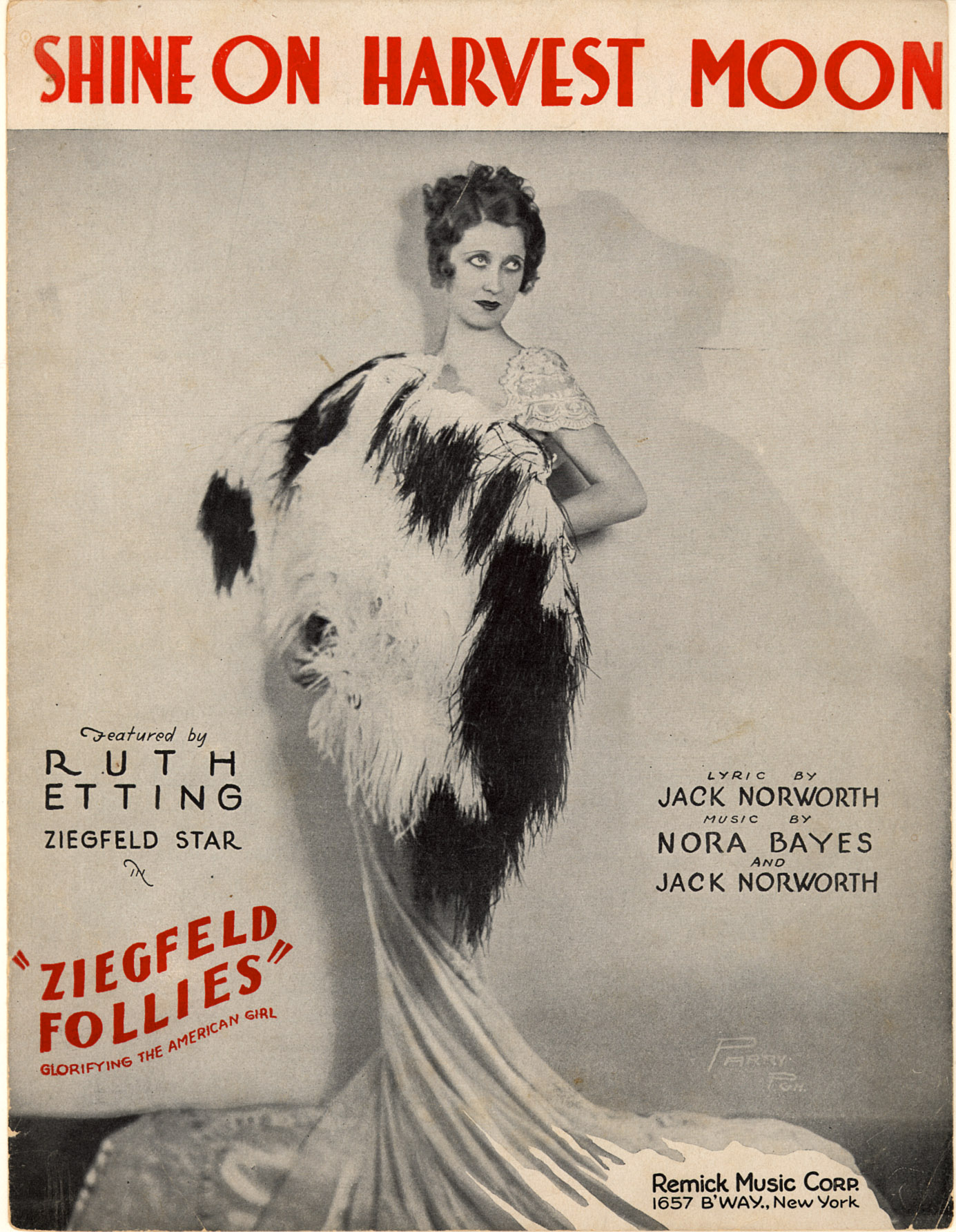
Shine on Harvest Moon

- One Good Turn, regia di Roy Mack (1930)
- Words & Music (1931)
- Radio Salutes (1931)
- Old Lace (1931)
- A Modern Cinderella, regia di Roy Mack (1932)
- A Regular Trouper (1932)
- A Mail Bride (1932)
- Bye-Gones  (1933)
- Along Came Ruth (1933)
- Crashing the Gate (1933)
- Il museo degli scandali (1933)
- California Weather (1933)
- Knee Deep in Music (1933)
- Bandits and Ballads (1934)
- Southern Style (1934)
- Derby Decade (1934)
- The Song of Fame (1934)
- Labbra dipinte (1934)
- A Torch Tango (1934)
- Gift of Gab (1934)
- An Old Spanish Onion (1935)
- Tuned Out (1935)
- Sleepy Time  (1936)

## Nella cultura di massa
Il film Amami o lasciami del 1955 diretto da Charles Vidor con Doris Day e James Cagney racconta la vita della ballerina.